# 神津はづき
神津 はづき（こうづ はづき、1962年8月31日 - ）は、東京都出身の日本の女優である。俳優の杉本哲太は夫、女優の中村メイコは母、作曲家の神津善行は父、作家の中村正常は祖父、作家でエッセイストの神津カンナは姉、画家の神津善之介は弟にあたる。

## 来歴

1963年、父善行と

東洋英和女学院高等部卒業後、ニューヨーク大学での留学生活を経て、1983年に花王名人劇場「わが家はカタログ」で女優デビューした。若手演技派として注目を集め、テレビ、映画、舞台、エッセイ、ラジオのDJなど各方面で活躍する。1992年に俳優の杉本哲太と結婚、現在3児の母であり、刺繍アーティストでもある。

## 主な出演作品

### 映画
- 愛しのチィパッパ（1986年）
- 二十四の瞳（1987年）
- 郷愁（1988年）
- この胸のときめきを（1988年）
- パイレーツによろしく（1988年）
- 死国（1999年）
- いつか読書する日（2005年） - 渡辺看護師
- 日本の自転車泥棒（2006年）

### ドラマ
- 土曜ワイド劇場　（ANB）
  - 「女医の死亡診断書」（1985年）
  - 「松本清張作家活動40年記念ドラマスペシャル・一年半待て」（1991年） - 杉崎安江
- 月曜ドラマランド / スケバン保母さん ツッパリ風雲録（1987年、CX）
- おヒマなら来てよネ!（1987年、CX） - 鶴次郎（芸者）
- 森繁久彌ドラマ / 花くらべ（1988年、TBS）
- 抱きしめたい!（1988年、CX） - 真弓
- 火曜サスペンス劇場　（NTV）
  - 「疑惑」（1989年）
  - 「名無しの探偵10 少年」（1994年）
  - 「歪んだ鏡」（1995年）
  - 「絆」（1996年）
- 幸福な市民（1989年、NHK）
- 江戸中町奉行所 第1シリーズ 第9話「おかめの涙」（1990年、TX）
- 代表取締役刑事 第26話「白銀は招くよ!」（1991年、ANB）
- 月曜ドラマスペシャル （TBS）
  - 「松本清張作家活動40年記念 黒い画集 坂道の家」（1991年）
  - 「真夏のサンタクロース」（1992年）
  - 「かあさんはドン? 3」（1993年）
  - 「おやじのヒゲ 16」（1994年）
- 必殺仕事人・激突! 第2話「大久保彦左衛門のたらい」（1991年、ABC） - お滝 役
- 清左衛門残日録 第1話「昏(ク)ルルニ未(マ)ダ遠シ」（1993年、NHK） - おうめ 役
- にごりえ（1993年、TX）
- 警部補・古畑任三郎 第11話「さよなら、DJ」（1994年、CX）
- 水戸黄門 第23部 第32話「酒にのまれて人殺し-兵庫-」（1995年、TBS） - おかん
- 私立探偵 濱マイク 第7話「私生活」（2002年、YTV）
- 青春の門〜筑豊編〜（2005年、TBS） - 牧昌江
- ファイト（2005年、NHK）
- 功名が辻（2006年、NHK） - 孝蔵主
- はぐれ刑事純情派 （ゲスト出演）

### バラエティ
- 火曜サプライズ（NTV）

ほか多数

### 舞台
- 中村さんちのチエコ抄
- 屋根の上のヴァイオリン弾き

## ディスコグラフィー
- 流行性感冒（1973年、クラウンレコード、CW-1376。「神津八月」名義）
  - 作詞：中村メイコ、作曲・編曲：神津善行

## 著書
- 母と娘でいいたい放題 ほめてけなしてにぎやかに（1995年3月、講談社、ISBN 4062071398） ※中村メイコ共著
- ママはいつもつけまつげ 母・中村メイコとドタバタ喜劇（2025年1月、小学館、ISBN 978-4093891851）